# Jean-Marie Le Vert
Jean-Marie Charles André Le Vert (Papeete, 9 aprile 1959) è un vescovo cattolico francese, dal 9 marzo 2018 vescovo ausiliare di Bordeaux.

## Biografia
Jean-Marie Charles André Le Vert è nato il 9 aprile 1959 a Papeete, omonima arcidiocesi, nella collettività d'oltremare della Polinesia francese. È figlio di Jean Le Vert, capo del centro di telecomunicazioni PTT di Papeete, e di Anne-Marie Postaire Le Marais, insegnante.

### Formazione e ministero sacerdotale
Ha studiato matematica superiore e matematica speciale alla scuola Sainte-Geneviève di Versailles. In seguito ha frequentato la scuola navale di Brest dal 1979 al 1981 e la scuola di applicazione degli ufficiali di marina nel 1982. Ha conseguito i diplomi di ingegnere della scuola navale e di ufficiale di marina.
È poi entrato nella Comunità di San Martino ed ha iniziato gli studi teologici presso il seminario arcivescovile di Genova.
Ha ricevuto l'ordinazione sacerdotale il 10 ottobre 1987, ventottenne, per la Comunità di San Martino. In seguito è stato responsabile della Casa di Formazione della Comunità a Genova dal 1987 al 1990 e vicario parrocchiale delle parrocchie unite di Tours dal 1990 al 1994.
Nel 1995 ha conseguito la licenza in teologia all'Università di Friburgo.Lo stesso anno si è incardinato come presbitero dell'arcidiocesi di Tours. In seguito è stato parroco di Saint-Jean-de-Montjoyeux a Tours e accompagnatore di gruppi di studenti dal 1995 al 1997; professore di patrologia e di teologia pastorale nel seminario interdiocesano di Orléans dal 1997 al 2000; parroco della parrocchia di Les Fontaines a Tours dal 1998 al 2000; professore di teologia pastorale e del mistero cristiano nel seminario interdiocesano di Orléans, cappellano diocesano e regionale degli studenti e responsabile diocesano della formazione ai ministeri e del servizio diocesano delle vocazioni dal 2000 al 2005, sacerdote accompagnatore della pastorale dei giovani adulti dal 2001 al 2005, responsabile della casa delle vocazioni dell'arcidiocesi di Tours dal 2003 al 2005 e presidente della missione studentesca cattolica nazionale dal 2002 al 2003.

### Ministero episcopale
Il 21 novembre 2005 papa Benedetto XVI lo ha nominato, quarantaseienne, vescovo ausiliare di Meaux, assegnandogli contestualmente la sede titolare di Simidicca. Ha ricevuto la consacrazione episcopale l'8 gennaio 2006, nella cattedrale di Meaux, per imposizione delle mani del cardinale Jean Marcel Honoré, arcivescovo emerito di Tours, assistito dai co-consacranti monsignori Albert-Marie Joseph Cyrille de Monléon, vescovo di Meaux, ed André Vingt-Trois, arcivescovo metropolita di Parigi. Come suo motto episcopale, il neo vescovo Le Vert ha scelto Sous son regarde, dans l'amour, che tradotto vuol dire "Sotto il Suo sguardo, nell'amore".
Il 7 dicembre 2007 papa Benedetto XVI lo ha promosso, quarantottenne, vescovo di Quimper; è succeduto al settantacinquenne monsignor Clément Joseph Marie Raymond Guillon, C.I.M., dimissionario per raggiunti limiti d'età. Ha preso possesso della diocesi, nella cattedrale di San Corentino a Quimper il 3 febbraio successivo.
Dopo il processo sinodale avviato nel 2010, ha dato alla diocesi delle linee guida. Tra esse vi era la richiesta di istituire delle piccole fraternità cristiane. Ha affermato: "Chiedo che i cattolici della diocesi di Quimper e Leon creino piccole fraternità cristiane. Queste fraternità vivranno l'ascolto e la condivisione della Parola di Dio; la preghiera e l'incoraggiamento nella fede; il sostegno reciproco e l'attenzione a chi li circonda. Daranno la testimonianza di una Chiesa accogliente e presente in questo mondo. Saranno in comunione gli uni con gli altri, specialmente attraverso la loro partecipazione all'Eucaristia domenicale. Le Fraternità saranno composte da individui o famiglie, radicate in un territorio, come una parrocchia o un quartiere in una città, o legate a un movimento o a una nuova comunità".
Nel settembre del 2012 ha compiuto la visita ad limina.
È stato al centro di controversie che nel 2014 hanno portano alle dimissioni del vicario generale e di due sacerdoti del consiglio episcopale. L'arcivescovo di Rennes Pierre d'Ornellas, si è recato sul posto per indagare su una situazione descritta dalla diocesi come di "profonda inquietudine". È stato colpito dal ruolo dell'entourage del vescovo Le Vert, a discapito del consiglio episcopale. Il 12 maggio 2014 papa Francesco ha autorizzato monsignor Le Vert a sospendere l'esercizio del suo ministero di vescovo della diocesi senza limiti di durata per motivi di salute. Lo stesso giorno, a monsignor Philippe Gueneley, vescovo emerito di Langres è stata affidata la diocesi come amministratore apostolico.
Il 22 gennaio 2015 papa Francesco ha accettato la sua rinuncia dal governo pastorale della diocesi di Quimper per motivi di salute, ai sensi del can. 401 § 2 del Codice di diritto canonico, divenendo vescovo emerito a soli cinquantacinque anni; il 20 maggio seguente gli è succeduto monsignor Laurent Dognin, trasferito dalla sede titolare di Macriana di Mauritania e dall'ufficio di ausiliare di Bordeaux. Si è trasferito nell'arcidiocesi di Bordeaux per una "collaborazione pastorale temporanea".
Il 1º gennaio 2016 monsignor Dominique Marie Jean Rey, vescovo di Fréjus-Tolone, lo ha nominato commissario per l'associazione pubblica di fedeli di diritto diocesano Fraternità Molokai, commissario per l'associazione pubblica di diritto diocesano dei Fedeli servitori della presenza di Dio e delegato episcopale per accompagnamento dell'associazione Points-Cœur.
Il 9 marzo 2018 papa Bergoglio lo ha nominato, cinquantottenne, vescovo ausiliare di Bordeaux, assegnandogli contestualmente la sede titolare di Briançonnet.
In seno alla Conferenza episcopale di Francia è presidente dell'alleanza dei direttori per l'educazione cristiana ed è membro del consiglio per l'educazione cattolica. In passato è stato membro del consiglio per la pastorale dei bambini e dei giovani.

## Genealogia episcopale
La genealogia episcopale è:
- Cardinale Guillaume d'Estouteville, O.S.B.Clun.
- Papa Sisto IV
- Papa Giulio II
- Cardinale Raffaele Sansone Riario
- Papa Leone X
- Papa Paolo III
- Cardinale Francesco Pisani
- Cardinale Alfonso Gesualdo di Conza
- Papa Clemente VIII
- Cardinale Pietro Aldobrandini
- Cardinale Laudivio Zacchia
- Cardinale Antonio Barberini, O.F.M.Cap.
- Cardinale Nicolò Guidi di Bagno
- Arcivescovo François de Harlay de Champvallon
- Cardinale Louis-Antoine de Noailles
- Vescovo Jean-François Salgues de Valderies de Lescure
- Arcivescovo Louis-Jacques Chapt de Rastignac
- Arcivescovo Christophe de Beaumont du Repaire
- Cardinale César-Guillaume de la Luzerne
- Arcivescovo Gabriel Cortois de Pressigny
- Arcivescovo Hyacinthe-Louis de Quélen
- Vescovo Louis-Charles Féron
- Vescovo Pierre-Alfred Grimardias
- Cardinale Guillaume-Marie-Romain Sourrieu
- Cardinale Léon-Adolphe Amette
- Arcivescovo Benjamin-Octave Roland-Gosselin
- Cardinale Paul-Marie-André Richaud
- Cardinale Paul Joseph Marie Gouyon
- Cardinale Jean Marcel Honoré
- Vescovo Jean-Marie Charles André Le Vert